# Aleksandra Šuklar
Aleksandra Šuklar (Novi Sad, 1991) is een Sloveense percussioniste.

## Levensloop

### Jeugd en opleiding
Šuklar werd geboren in 1991 in Novi Sad, Servië (maar destijds in Joegoslavië). Ze groeide op in een familie van muzikanten. Haar vader Slavko Šuklar is componist en haar moeder Liljana Djukić Šuklar dirigente. Haar oudere zus Kristina is violiste. Šuklar begon viool te studeren toen ze vijf was, daarna percussie toen ze elf was, dit keer in de Sloveense stad Velenje.
In 2010 begon ze haar studie in Oostenrijk aan de particuliere universiteit voor muziek en kunst in Wenen. Ze behaalde daar haar bachelor-diploma in juli 2014, daarna haar masterdiploma in 2016, onder supervisie van Nebojša Jovan Živkovic; tegelijkertijd studeerde ze aan de Academie voor Muziek en Podiumkunsten in Wenen onder leiding van Bogdan Bacanu en Josef Gumpinger.

### Carrière
Sinds het afronden van haar studie in 2016 trad Aleksandra Šuklar regelmatig op met het orkest van de Weense Staatsopera, het Wiener Radio Symfonie Orkest, het Weens Kamerorkest, het orkest van de Synchron Stage Vienna, het Sloveens Philharmonisch Orkest, de RTV Symfonieorkest van Slovenië, het Kamerorkest Anima Musicæ, het Australisch Kamerorkest, Ensemble Kontrapunkte en solisten uit Zagreb.
Vanaf 2016 doet ze ook mee aan de wereldtournee van filmcomponist Hans Zimmer. Het was de Oostenrijkse dirigent Johannes Vogel die haar bij Zimmer aanbeveelde; de laatste kwalificeert Šuklar als een "fenomenale muzikant". Ze speelde naast de live tour van Zimmer ook in verschillende filmmuziek die hij componeerde.
Verschillende Centraal-Europese radiostations hebben ook een beroep gedaan op haar talent voor opnames, met name ORF in Oostenrijk, RTV in Slovenië en HRT in Kroatië.
De Oostenrijkse componist Tristan Schulze componeerde voor haar een Concerto voor marimba en orkest dat op 30 november 2020 in première had moeten gaan in het Wiener Konzerthaus, maar dit concert werd uitgesteld vanwege de Covid-19-pandemie.

### Onderscheidingen en erkenning
Šuklar won tweemaal de eerste prijs op het Sloveense nationale concours in 2005 en 2008. Ze won de derde prijs op het internationale Riba-roja de Túria-concours, de tweede prijs op het internationale PENDIM percussieconcours in Plovdiv. In 2012 ontving ze de prijs van de stad Samobor voor de beste vertolking van Twenty Years Later, compositie van Igor Lešnik.
In 2016 ontving ze de startbeurs van de Oostenrijkse kanselarij, als beloning voor een opmerkelijke jonge artist in residence in Wenen. In juni 2021 noemde het Duitse percussiemagazine Backbeat haar "drummer van de maand".